# Greatest Hits Volume 2 (James Taylor)
| Recensione | Giudizio |
| ---------- | -------- |
| AllMusic   | [ 1 ]    |

Greatest Hits Volume 2 è una compilation di James Taylor, pubblicata il 7 novembre 2000 su etichetta CBS Records.

## Tracce
Testi e musiche di James Taylor, eccetto dove indicato.
1. Secret O' Life – 3:35
2. Handy Man – 3:18 (Otis Blackwell, Jimmy Jones)
3. Your Smiling Face – 2:46
4. Up on the Roof – 4:22 (Gerry Goffin, Carole King)
5. Her Town Too – 4:35 (J. D. Souther, James Taylor, Waddy Wachtel)
6. That's Why I'm Here – 3:39
7. Only a Dream in Rio – 5:02
8. Everyday – 3:17 (Buddy Holly, Norman Petty)
9. Song for You Far Away – 2:58
10. Never Die Young – 4:25
11. (I've Got To) Stop Thinkin' 'Bout That – 4:02 (Danny Kortchmar, James Taylor)
12. Shed a Little Light – 4:20
13. Copperline – 4:23 (R. Price, James Taylor)
14. Another Day – 2:23
15. Little More Time with You – 3:52
16. Enough to Be on Your Way – 5:27

Durata totale: 62:24

## Formazione
- James Taylor – chitarra acustica, chitarra, voce, cori
- Dave Bargeron – trombone
- Randy Brecker – tromba, voce
- Rosemary Butler – voce
- Clifford Carter – organo, sintetizzatore, pianoforte, tastiere, Fender Rhodes
- Valerie Carter – voce
- Luis Conte – percussioni, tamburello basco, cabasa
- Jerry Douglas – chitarra resofonica
- Dan Dugmore – banjo, chitarra, pedal steel guitar, chitarra elettrica
- Elaine Eliaf – voce
- Kenia Gould – voce
- Don Grolnick – pianoforte
- Lani Groves – voce
- Jimmy Johnson – basso
- Steve Jordan – batteria
- Danny Kortchmar – chitarra elettrica
- Leah Kunkel – cori
- Russell Kunkel – batteria
- Michael Landau – chitarra, chitarra elettrica
- David Lasley – voce
- Tony Levin – basso
- Yo-Yo Ma – violoncello
- Jimmy Maelen – percussioni
- Bobby Mann – chitarra elettrica
- Kate Markowitz – voce
- Rick Marotta – batteria
- Arnold McCuller – voce
- Steven Edney – voce
- Dr. Clarence McDonald – pianoforte
- Bob Mintzer – sassofono tenore
- Airto Moreira – percussioni
- Mark O'Connor – fiddle, violino
- Billy Payne – tastiere
- Ed Rockett – tin whistle
- David Sanborn – sassofono
- Rick Shlosser – batteria
- Leland Sklar – basso
- J. D. Souther – voce
- Carlos Vega – percussioni, batteria
- Waddy Wachtel – chitarra acustica, chitarra elettrica
- Deniece Williams – voce
- Stevie Wonder – armonica a bocca
- George Ybara – assistente
- Zbeto – voce